# Élections américaines de la Chambre des représentants de 2002
Les élections législatives américaines de 2002 ont eu lieu le 5 novembre 2002 pour renouveler l'ensemble des membres de la Chambre des représentants dans le cadre des élections de mi-mandat du premier mandat présidentiel de George W. Bush.
Le Parti républicain conforte sa majorité en enregistrant un gain net de cinq sièges. Il enregistre également des gains au Sénat, et c'est donc une des premières élections de mi-mandat où le parti au pouvoir à la Maison-Blanche réussit à progresser dans les deux chambres du Congrès (les précédents étant les élections législatives de 1902, celles de 1934 et celles de 1998). Ces élections sont les premières élections nationales après les attentats du 11 septembre 2001 et les premières basées sur le redécoupage des districts congressionnels (circonscriptions électorales) qui ont suivi le recensement décennal américain de 2000. 
Lors de cet Election Day, se déroulent également d'autres élections nationales ou locales, notamment le renouvellement du tiers des sénateurs et les élections d'une majorité des gouverneurs.

## Cadre institutionnel et mode de scrutin
Un nombre de sièges est attribué à chaque État en fonction de sa population, telle qu’elle est établie par le recensement décennal. Un État doit cependant avoir au moins un représentant. Le nombre total de sièges est de 435, et ce depuis 1963. À ces 435 membres ayant le droit de vote, il faut ajouter cinq membres sans droit de vote représentant le district de Colombia, les Samoa américaines, Guam, les Îles Mariannes du Nord et les Îles Vierges des États-Unis. Enfin, Porto Rico élit un ‘’Resident Commissionner’’, ne possédant pas non plus le droit de vote.
Les États sont divisés en autant de circonscriptions qu’ils ont de sièges, chaque circonscription élisant donc un représentant. Les États révisent généralement leur découpage électoral après chaque recensement décennal, puisque ce découpage doit refléter approximativement la répartition de la population.
Pour être éligible au poste de représentant, un individu doit avoir au moins 25 ans, être citoyen américain depuis au moins 7 ans et être un habitant de l’État (mais pas forcément de la circonscription) qu’il souhaite représenter.
Les élections législatives se déroulent tous les deux ans, les années paires, en novembre. Depuis 1967, le scrutin proportionnel est interdit et le mode de scrutin le plus utilisé est le scrutin uninominal à un tour. Seuls les États de Louisiane et de Washington utilisent des systèmes proches d’un scrutin uninominal à deux tours. Les sièges qui deviennent vacants durant une législature sont renouvelés grâce à des élections partielles, sauf si la vacance intervient à une date trop proche des prochaines élections.
Le mandat des représentants est de 2 ans, de même que celui des membres sans droit de vote. Seul le ‘’Resident Commissioner’’ de Porto Rico est élu pour un mandat de 4 ans.

## Résultats

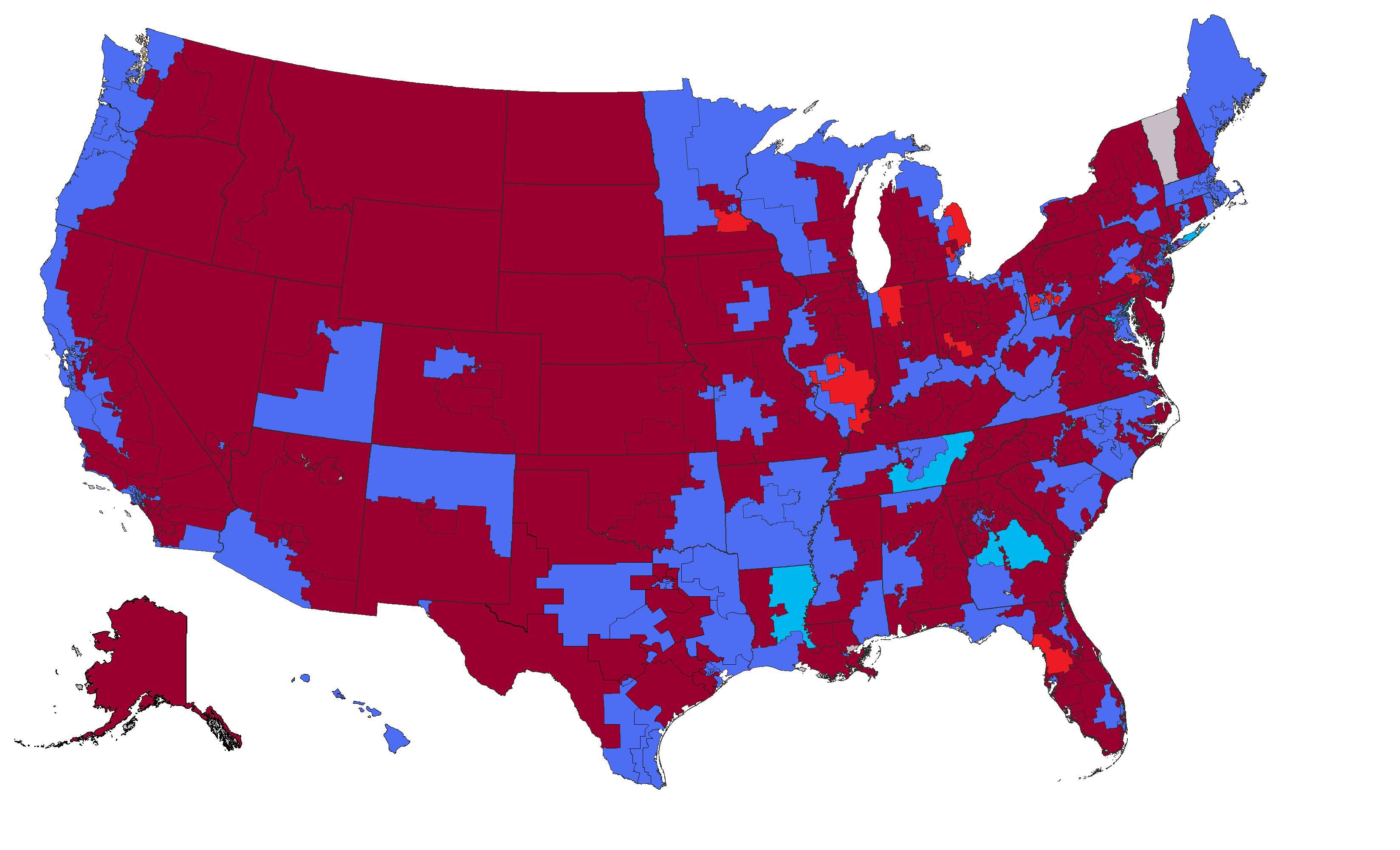
Carte des résultats
Conservé par les Républicains.
Gagné par les Républicains.
Conservé par les Démocrates.
Gagné par les Démocrates.
Conservé par les Indépendants.

| Parti  | Parti             | Votes      | %      | Sièges | +/– |
| ------ | ----------------- | ---------- | ------ | ------ | --- |
|        | Parti républicain | 37 091 270 | 49,6   | 229    | +8  |
|        | Parti démocrate   | 33 642 142 | 45,0   | 204    | –7  |
|        | Parti libertarien | 1 030 171  | 1,4    | -      | -   |
|        | Indépendants      | 403 670    | 0,2    | 1      | -1  |
|        | Autres            | 2 539 302  | 3,3    | 0      | 0   |
| Totaux | Totaux            | 74 706 555 | 100,00 | 434    | —   |